# Mark Hoffman
Mark Hoffman è un personaggio creato da James Wan e Leigh Whannell ideatori della serie cinematografica Saw. Il cognome "Hoffman" è stato preso dal produttore della saga Gregg Hoffman, deceduto nel 2005.

## Il personaggio
Mark Hoffman è un detective che ha una vita insopportabile. Un giorno stringe amicizia con Jigsaw e ne diventa prima complice, poi successore di tutti i suoi "giochi". Dopo John Kramer e Amanda Young, Hoffman è il personaggio che compare più volte nella saga.
È interpretato dall'attore Costas Mandylor.

## Biografia
Seth Baxter, ex fidanzato della sorella di Hoffman, uccide brutalmente quest'ultima e riesce a evitare la galera grazie ad un cavillo legale. Il detective Mark Hoffman, molto legato a sua sorella decide di ucciderlo imitando molto bene la costruzione delle trappole di Jigsaw, per dargli la colpa ed uscire dall'omicidio indenne. Questo porterà alla rabbia il riabilitatore che lo cattura e lo lega ad una sedia con due cinghie strette alle mani, ad un cui filo è collegata una doppietta. Dopo un breve discorso l'Enigmista riesce a convincere Hoffman riguardo l'inefficacia del sistema corrotto della loro città e lo convince ad aiutarlo.
Catturando le vittime di Jigsaw, alcune delle quali erano anche spacciatori, si convince sempre di più che sia più efficace Kramer nel porre rimedio ai criminali e non la legge stessa. Per questo ne diventa fido seguace e crede appieno nella teoria del suo mentore. In seguito avrà una certa rivalità con Amanda Young e varie discussioni con John. Nonostante questo, dopo la morte del suo maestro e di Amanda, diverrà il nuovo Jigsaw, dimostrando un'intelligenza degna del suo predecessore. In seguito verrà rivelato che Mark aveva scoperto la relazione sentimentale tra Amanda e Cecil Addams, il drogato che uccise il figlio mai nato di John, cominciando a ricattarla.
In seguito verrà rivelato che l'Enigmista l'aveva scoperto e quindi, dopo la sua morte, chiese alla sua ex moglie, Jill Tuck, un ultimo desiderio: mettere alla prova Hoffman con la stessa trappola che utilizzò per Amanda. Alla fine del sesto capitolo Jill Tuck esaudisce il desiderio di John e lo immobilizza con un taser, applica poi al suo volto la trappola per orsi legandolo ad una sedia senza la chiave per liberarsi. Nonostante ciò Mark riuscì a liberarsi, pur rompendosi la mano sinistra e rimanendo in parte sfigurato. Accecato dalla vendetta decide di cercare e uccidere Jill, che nel frattempo si era costituita alla polizia in cambio di immunità e protezione.
Hoffman, una volta entrato nella stazione di polizia grazie a un piano elaborato, si sbarazza di tutti i poliziotti che incontra per la sua strada riuscendo infine ad arrivare alla moglie di Jigsaw, tenuta in isolamento. Dopo averla eliminata con la sua stessa trappola, decide di fuggire bruciando ogni prova della sua complicità con l'Enigmista, ma una volta fuori viene aggredito da tre persone in maschera, una delle quali si rivela essere il Dr. Gordon. Hoffman si risveglia incatenato ad una caviglia, nel bagno del primo episodio, e, accortosi di non avere vie di fuga, cerca di afferrare una sega per tagliarsi il piede, ma viene prontamente fermato dal Dr. Gordon, che anticipando le mosse di Mark getta il più lontano possibile l'oggetto, lasciandolo così al suo fato, chiuso nel bagno.

## Film
Il personaggio di Mark Hoffman compare nei seguenti film della serie Saw:
1. Saw III - L'enigma senza fine (2006), regia di Darren Lynn Bousman
2. Saw IV (2007), regia di Darren Lynn Bousman
3. Saw V (2008), regia di David Hackl
4. Saw VI (2009), regia di Kevin Greutert
5. Saw 3D - Il capitolo finale (2010), regia di Kevin Greutert
6. Saw X (2023), regia di Kevin Greutert